# Dendrotrophe granulata
Dendrotrophe granulata là một loài thực vật có hoa trong họ Santalaceae. Loài này được (Hook.f. & Thomson ex A.DC.) A.N.Henry & B.Roy mô tả khoa học đầu tiên năm 1969.